# پرنیل فیشر کریستنسن
پرنیل فیشر کریستنسن (انگلیسی: Pernille Fischer Christensen؛ زادهٔ ۲۴ دسامبر ۱۹۶۹) کارگردان دانمارکی و خواهر بزرگِ بازیگر سینما و تلویزیون آستینه فیشر کریستنسن است. او در ۲۰ سالگی به عنوان دستیار تاماس گیسلاسون وارد صنعت سینما شد. در آن زمان، گیسلاسون ارتباط نزدیکی با لارس فون تریه داشت و پرنیل می‌توانست به بحث‌های گیسلاسون و فون تریر دربارهٔ فیلم‌ها گوش فرا دهد.
او در سال ۱۹۹۳ به کالج فیلم اروپا رفت و در آنجا با نانا آرنفرد آشنا و همکار شد. در سال ۱۹۹۹، او از مدرسه ملی فیلم دانمارک با فیلمی به نام "هندی" فارغ‌التحصیل شد، که بعدها جایزه سوم سینه فونداسیون را در جشنواره فیلم کن از آن خود کرد. پرنیل بعد از به پایان رساندن تحصیلات، فیلم کوتاهی با نام حبیبتی عشق من ساخت که در سال ۲۰۰۳ جایزه روبرت را به خاطر «بهترین موضوع کوتاه» دریافت نمود.
اولین فیلم بلند پرنیل، صابون (به انگلیسی - A Soap) است که در سال ۲۰۰۶ اکران شد وه به رابطه بین صاحب کلینیک زیبایی و زن تراجنسیتی مقیم طبقه پایین متمرکز بود. این فیلم با بازی ترینه دورهلم در نقشصاحب مغازه زیبایی و داوید دنسیک در نقش ورونیکا و با همکاری پرنیل فیشر کریستنسن و کیم فوپز اوکسون به عنوان نویسنده ساخته شد. فیلم صابون در جشنواره فیلم برلین اکران شد و خرس نقره ای، جایزه بزرگ هیئت داوران را دریافت کرد که برای اولین بار یک فیلم اولی برندهٔ این عنوان گشت. بعداها این فیلم در دانمارک جوایز متعددی از جمله جایزهٔ بودیل را برای بهترین فیلم دریافت کرد. این فیلم همچنین نامزد پانزده جایزهٔ رابرت از جمله بهترین فیلم و بهترین فیلمنامه شد. اما تنها موفق به دریافت چهار جایزه شامل بهترین بازیگر مرد، بهترین بازیگر زن، بهترین تدوین و بهترین گریم شد.
یلم بلند بعدی او دنسرز نام دارد؛ این دومین همکاری پرنیل فیشر کریستنسن و کیم فوپز آکسون به عناون نویسنده به‌شمار می‌رود. این فیلم حول یک مدرسه رقص است که توسط آنیکای باهوش و سرزنده و مادر او اداره می‌شود. مانند فیلم صابون، در این فیلم نیز ترینه دورهلم نقش آفرینی کرد. در این فیلم آندرس دبلیو برتلسن و بیرث نویمان نیز بازی کردند. روزنامه دانمارکی اطلاعات رقصندگان را به عنوان یکی از ۱۰ فیلم مورد انتظار سال ۲۰۰۸ فهرست کرده‌است
فیلم یک خانواده او در سال ۲۰۱۰، در شصتمین جشنوارهٔ بین‌المللی فیلم برلین اکران شد.

## فیلم‌شناسی

### کارگردان
- Pigen som var søster [da] (1997) یا دختری به نام خواهر
- Indien [da] (1999)
- Habibti min elskede [da] (2002) یا حبیبتی عشق من
- En Soap (2006) یا صابون
- Dancers [da] (2008) یادانسن
- یک خانواده (۲۰۱۰)
- کسی که دوستش داری (۲۰۱۴)
- آسترید شدن (آسترید شدن) (2018)[۱۲]

### نویسنده
- Indien [da] (1999)
- Habibti min elskede [da] (2002) با نام مستعار حبیبتی عشق من
- En Soap (2006) با نام مستعار A Soap
- Dancers [da] (2008) با نام مستعار دانسن
- En du elsker (2014) با نام کسی که دوستش دارید

### بازیگر
Den blå munk (۱۹۹۸) به عنوان پیشخدمت جدید